# Fernand cherche du boulot
Pour plus de détails, voir Fiche technique et Distribution.
Fernand cherche du boulot est un court-métrage français de Yves Robert sorti en 1951.

## Fiche technique
- Réalisation : Yves Robert
- Pays de production :  France
- Format :  Noir et blanc - 1,37:1 - 35 mm - Son mono
- Visa d'exploitation : 16203 (délivré le 8 octobre 1956)

## Distribution
- Fernand Raynaud